# Верба (Волынская область)
Верба (укр. Верба) — село в Овадновской сельской общине Владимирского района Волынской области Украины.
Население по переписи 2001 года составляет 579 человек. Почтовый индекс — 44721. Телефонный код — 3342. Занимает площадь 3,41кв.км
В селе функционирует православная церковь. Работает школа I—II степеней на 120 мест, клуб, библиотека, фельдшерско-акушерский пункт, отделение связи, магазин, кафе-бар Лилия, кафе-бар Дуэт, мини-маркет, кафе-бар «Краски», АЗС Amik.

## История села
Поселение времени бронзы расположено на песчаных дюнах возле села. Открыто в 1937 году О. Цинкаловским. На поверхности памятника обнаружены фрагменты керамики. Находки принадлежат к тшинецкой-комаровской культуре
В 1906 году село Вербской волости Владимир-Волынского уезда Волынской губернии. Расстояние от уездного города 9 верст, дворов 160, жителей 759.
До 23 июня 2016 года — административный центр Вербского сельского совета Владимир-Волынского района Волынской области.

## Улицы
Всего в селе верба 7 улиц, главная из которых — Ковельськая.